# Łączki (Lesko)
Pour les articles homonymes, voir Łączki.
Łączki est une localité polonaise de la gmina et du powiat de Lesko en voïvodie des Basses-Carpates.